# 白柏寿大
白柏 寿大（しらかし じゅだい、1993年11月8日 - ）は、日本の俳優。

## 人物
身長185cm。
新潟県出身。姉、妹の3人姉弟。
学生時代はサッカー部に所属し、キャプテンもやっていた。ポジションはフォワード。
千葉大学数学科在学中にインゴットエンタテイメントへ入り、本格的に活動開始。
特技： 少林寺拳法（9年）、サッカー、ボウリング、スノーボード
好きな食べ物： 生春巻き、アボカド

## 出演作品

### 舞台
2014年
- 「クジラの歌」（2014年5月 - 6月）
- 「パズル」（2014年9月）

2015年
- 「戦国無双-関ヶ原の章-」（2015年5月2日 - 7日） - 黒田官兵衛 役[1]
- 「世界征服ナイト」good morning N°5（2015年9月2日 - 16日）

2016年
- ミュージカル「忍たま乱太郎」第7弾 ～水軍砦三つ巴の戦い！～（2016年1月9日 - 23日） - 中在家長次 役
- ハイパープロジェクション演劇「ハイキュー!!」"頂の景色"再演[2]（2016年4月8日 - 5月8日、TOKYO DOME CITY HALL /他） - 松川一静 役
- ミュージカル「忍たま乱太郎」第7弾 ～水軍砦三つ巴の戦い！～再演（2016年6月18日 - 7月24日） - 中在家長次 役
- ミュージカル「忍たま乱太郎」第7弾 忍術学園学園祭（2016年9月24日 - 25日） - 中在家長次 役
- 「コウの花嫁」（2016年10月26日 - 30日） - ハクビ 役

2017年
- PREMIUM 3D MUSICAL 「英雄伝説　閃の軌跡」（2017年1月8日 - 15日） - ギデオン 役
- ハイパープロジェクション演劇「ハイキュー!!」"勝者と敗者"（2017年3月 - 5月、TOKYO DOME CITY HALL 他） - 松川一静 役[3]
- 劇団シャイニング from うたの☆プリンスさまっ♪ 「天下無敵の忍び道」（2017年6月22日 - 25日、シアターGロッソ/ 6月29日 - 7月2日、新神戸オリエンタル劇場） - 大羅 役
- 「空想ペルクライム / Les Nankayaru」（2017年8月24日 - 27日）
- 「負けんな漫研！」（2017年9月6日 - 10日、六行会ホール） - 森島漱之介 役[4]
- RICE on STAGE「ラブ米」～Endless rice riot～（2017年11月17日 - 26日、品川プリンスホテル クラブeX） - GAZEN BOYS 白瑞光 役[5]

2018年
- RICE on STAGE「ラブ米」Festival in バレンタイン（2018年2月14日 - 17日、品川プリンスホテル クラブeX） - GAZEN BOYS 白瑞光 役[6]
- 極上文學 第12弾「風の又三郎・よだかの星」（2018年3月8日 - 13日、紀伊国屋ホール） - 一郎/鷹 役[7]
- RICE on STAGE「ラブ米」～I’ll give you rice～（2018年4月21日 - 30日、品川プリンスホテル クラブeX） - GAZEN BOYS 白瑞光 役[8]
- 「信長の野暮」（2018年7月11日 - 15日、六行会ホール）[9]
- 「銀座 辻る」る・ひまわり（2018年8月17日、オルタナティブシアター） - るんるんボーイズ 役
- ハイパープロジェクション演劇「ハイキュー!!」"最強の場所（チーム）"（2018年10月20日 - 12月16日、TOKYO DOME CITY HALL p他） - 松川一静 役[10]

2019年
- 「私のホストちゃん THE PREMIUM」（2019年2月1日 - 3月10日、オルタナティブシアター 他）- 猟平 役[11]
- 「ハッピーマーケット」（2019年6月19日 - 23日、全労災ホール スペースゼロ） - 雷風太郎 役
- 朗読公演 「こんなはなし。～星新一のはなし～」（2019年8月2日 - 4日、北沢タウンホール）
- ULTRAMAN「DARKNESS HEELS～THE LIVE～」（2019年9月13日、新座市民会館 / 9月18日 - 23日、シアター1010） - ルーク 役
- 「MONSTER LIVE!」（2019年10月1日 - 6日、六本木 俳優座劇場）
- 「信長の野望･大志 -零- 桶狭間前夜 ～兄弟相克編～」（2019年11月14日 - 20日、かめありリリオホール / 11月23日、日本特殊陶業市民会館） - 前田利家 役
- ULTRAMAN「DARKNESS HEELS～THE LIVE～ SHINKA」（2019年12月5日 - 15日、CBGKシブゲキ!!） - ルーク 役

2020年
- 「私のホストちゃん THE LAST LIVE」～最後まで愛をナメんなよ！～（2020年1月30日 - 2月20日、日本青年館ホール 他） - 猟平 役
- 「Office-9no1-」爆走おとな小学生（2020年2月27日 - 29日 / 3月7日 - 8日、CBGKシブゲキ!!） - 忍者太郎 役
- 「ぼくらの七日間戦争」（2020年9月11日 - 20日、かめありリリオホール） - 酒井敦 役
- 「春の陽だまりの如し」爆走おとな小学生（2020年9月25日 - 27日、シアター1010） - 政宗  役
- 「ハンズアップ」（2020年11月18日 - 23日、シアター1010） - アルフレッド 役[12]
- 「初等教育ロイヤル」爆走おとな小学生（2020年12月25日 - 27日、COOL JAPAN PARK OSAKA TTホール） - 5年生 林くん 役

2021年
- 「勇者セイヤンの物語～ノストラダム男の大予言」爆走おとな小学生（2021年1月21日 - 24日、オルタナティブシアター） - シューベルト大佐 役
- 「青春フルスロットル」劇団バルスキッチン（2021年5月26日 - 30日、CBGKシブゲキ!!） - 吉野光徳 役
- 「信長の野望・大志  ～最終章～ 群雄割拠 関ヶ原」（2021年7月23日 - 25日、かめありリリオホール） - 本多忠勝 役
- 「魔法使いの約束 第2章」（2021年11月5日 - 21日、天王洲 銀河劇場） - レノックス 役[13]
- 「和道ノ阿修羅」（2021年12月10日 - 12日、京都劇場） - 義経 役(高田舟とW主演)

2022年
- 「白い星」劇団100点un・チョイス！（2022年2月16日 - 20日、中野ザ・ポケット） - 造田拓弥 役
- 「魔法使いの約束 第3章」（2022年4月29日 - 5月8日、天王洲 銀河劇場 / 5月13日 - 15日、アイプラザ豊橋 / 5月20日 - 22日、京都劇場） - レノックス 役[14]
- 音楽劇「Zip&Candy」（2022年6月9日 - 14日、かめありリリオホール） - ビン 役
- 「プロパガンダゲーム」（2022年8月11日 - 28日、サンモールスタジオ） - 国友幹夫 役、side:Resistance[15]
- 「りさ子のガチ恋♡俳優沼」（2022年11月3日 - 6日、ニッショーホール） - 泰平 役
- マーダーミステリー「Love Letter for You」（2022年11月18日、新宿村LIVE） - 伊藤隆 役[16]

2023年
- 「魔法使いの約束 祝祭シリーズ Part1」（2023年2月17日 - 3月5日、天王洲 銀河劇場） - レノックス 役[17]
- 「僕のヒーローアカデミア The "Ultra" Stage 最高のヒーロー」（2023年4月29日 - 5月7日、天王洲 銀河劇場 / 5月12日 - 14日、AiiA 2.5 Theater Kobe / 5月19日 - 21日、日本青年館ホール） - 夜嵐イナサ 役
- 「魔法使いの約束 祝祭シリーズ Part2」（2023年7月8日 - 23日、天王洲 銀河劇場） - レノックス 役[18]
- 「TATSUYA ～楽劇大学駅前店～」（2023年9月13日 - 18日、新宿THEATER BRATS） - ボッシー 役（主演）[19]
- ダンスミュージカル「Stack」（2023年10月5日 - 9日、築地ブディストホール） - 凪 役
- 「誠の挽歌」劇団桜舞（2023年12月13日 - 17日、渋谷伝承ホール） - 沖田総司 役

2024年
- 「魔法使いの約束 エチュードシリーズ Part1」（2024年6月1日 - 9日、天王洲 銀河劇場 / 6月15日 - 6月23日、SkyシアターMBS） - レノックス 役
- 「4月1日」（2024年10月5日 - 13日、浅草九劇） - 氷川 役[20]
- 「魔法使いの約束 エチュードシリーズ Part2」（2024年11月30日 - 12月8日、天王洲 銀河劇場 / 12月14日 - 12月22日、SkyシアターMBS） - レノックス 役

2025年
- ミュージカル「贄姫と獣の王〜the KING of BEASTS〜」（2025年3月14日 - 23日、天王洲 銀河劇場 / 3月28日 - 30日、梅田芸術劇場 シアター・ドラマシティ） - フェンリル 役[21][22]
- 「探偵はロングスリーパー -眠りの社交界と逆夢のアンダーグラウンド-」社交界編／アンダーグラウンド編（2025年7月10日 - 13日、シアターサンモール） - 白河郁人 役
- 「魔法使いの約束 きみに花を、空に魔法を 前編」（2025年9月6日 - 23日〈予定〉、天王洲 銀河劇場 / 9月28日 - 10月5日〈予定〉、箕面市立文化芸能劇場 大ホール） - レノックス 役[23]

2026年
- 「魔法使いの約束 きみに花を、空に魔法を 後編」（2026年） - レノックス 役[23]

### LIVE・コンサート
- 「Japan Musical Festival 2022 Winter Season」（2022年12月27日、オーチャードホール） - レノックス 役
- 「STAGE FES 2022-2023」（2022年12月31日、立川ステージガーデン） - 白瑞光 役
- ミュージカル「忍たま乱太郎」六年生単独ライブ KT Zepp Yokohama 夏の陣（2023年7月31日、KT Zepp Yokohama） - 中在家長次 役
- 「魔法使いの約束 オーケストラ音楽祭～main story～」（2024年6月28日 - 30日、立川ステージガーデン） - レノックス 役
- ネルケプランニング 30th ANNIVERSARY『ネルフェス2024』（2024年8月20日、日本武道館） - レノックス 役
- ミュージカル「忍たま乱太郎」六年生単独ライブ KT Zepp Yokohama 夏の陣～再燃～（2024年8月21日 - 22日、KT Zepp Yokohama） - 中在家長次 役
- 「魔法使いの約束 オーケストラ音楽祭～series collection～」（2024年12月27日 - 29日、立川ステージガーデン） - レノックス 役
- ミュージカル「忍たま乱太郎」六年生単独ライブ ～ROKUTAN Zepp Tour～（2025年8月18日 - 19日、Zepp Fukuoka） - 中在家長次 役

### イベント
個人イベント
- 「田中涼星+白柏寿大 A Happy New Year Secret Event」（2017年1月22日、）
- 「白柏寿大1st.Birthday Event-JUDAI誕生-」（2017年10月28日、発明会館ホール）
- 「バースデーイベント2nd　白柏寿大～寿大MAX!～」（2018年10月22日、浜離宮朝日ホール 小ホール）
- 「“DOKI-DOKI” SUMMER PARTY 2019」（2019年8月18日、ロスカボス新宿本店）
- 「白柏寿大 3RD Birthday Party2019 -寿大祭り-」（2019年12月21日、ロスカボス新宿本店）
- 「白柏寿大 4TH Birthday Event ～ジュダイの帰還2022～」（2022年11月12日、R's ART COURT）
- 「白柏寿大 Happy 30th Birthday & Merry X'mas 2023」（2023年12月23日、浜松町ハイボールバー）
- 「白柏寿大 10th Anniversary & Birthday Event 2025」（2025年2月22日、R's ART COURT）
- 「白柏寿大 SUMMER PARTY 2025 ～夏一番のり！！～」（2025年6月22日、浜松町ハイボールバー）

その他イベント
- 「366 Tea House 和合真一・白柏寿大」（2023年3月21日、ANAクラウンプラザホテル新潟）
- DVD「au naturel」発売記念イベント（2024年1月28日、HMV&BOOKS SHIBUYA / 2月10日、TSUTAYA EBISUBASHI）
- 「和合真一×白柏寿大　俳優談話 in 新潟」（2024年3月17日、新潟県民会館・小ホール）
- DVD「au naturel」アフターイベント（2024年3月30日、原宿スペース）
- ネルケプランニング 30th ANNIVERSARY『ネルフェス2024』後夜祭！（2025年1月19日・25日、TDCホール） - ラブ米/白瑞光 役、トーク

## メディア

### 配信
- ニコニコ生放送「ぷりてぃ♡ぱーてぃ」レギュラー出演（2024年8月30日 - ）
- ニコニコ生放送 白柏寿大公式チャンネル「じゅだいん家。」レギュラー放送（2025年4月7日 - ）

### テレビ
- EX「土曜ワイド劇場」（2014年） - 刑事 役
- J:COM「エンタメJAM」（2014年）
- 映画「BLOOD-CLUB DOLLS 1」公開記念特別番組「BLOOD-CINEMA CLUB」（2018年10月5日、TOKYO MX）
- 「たびメイト Season1」ハワイ編（2018年10月3日 - 12月26日、TOKYO MX）
- ドラマ「彼が僕に恋した理由」（2020年8月9日 - 8月30日、TOKYO MX） - 真崎ひかる 役
- シェアハウス系青春活劇バラエティ「MONSTER LIFE」（2020年10月9日 - 、仙台放送） - ジュダイ 役
- 「戦国炒飯TV 〜なんとなく歴史が学べる映像〜」（2021年3月3日 - 4月17日、TOKYO MX、YOUTUBEチャンネル） - アイドルユニットChoshU GEN 役[24]
- ドラマ「彼が僕に恋した理由 SEASON2」（2021年4月9日 - 、TOKYO MX） - 真崎ひかる 役

### 映画
- BLOOD-Cシリーズ
  - 阿修羅少女〜BLOOD-C 異聞〜（2017年8月26日公開）- 部隊長 役
  - BLOOD-CLUB DOLLS 1（2018年10月13日公開）- 木佐貫 役
  - BLOOD-CLUB DOLLS 2（2020年7月11日公開）- 木佐貫 役

### その他
DVD
- How to learn 寿大「JUDAIのお勉強」（2017年10月28日）
- 白柏寿大 1stDVD「au naturel」（2024年1月20日）

ラジオ
- ウェブラジオ「2.5次元男子放送部」（2018年10月5日/12日、TS ONE）